# Halagadaka Estate, Mudigere
Halagadaka Estate là một làng thuộc tehsil Mudigere, huyện Chikmagalur, bang Karnataka, Ấn Độ.